# Andrena dapsilis
Andrena dapsilis là một loài Hymenoptera trong họ Andrenidae. Loài này được LaBerge mô tả khoa học năm 1971.